# Wittekindsquelle (Lübbecke)
Koordinaten: 52° 17′ 44,3″ N, 8° 38′ 7,4″ O
Die Wittekindsquelle ist eine kleine Quelle im Wiehengebirge im Stadtgebiet von Lübbecke in Nordrhein-Westfalen. Sie liegt im Bereich des Reineberger Hagens auf einer Höhe von 232 Meter ü. NN und ist nach dem sächsischen Fürsten Wittekind benannt.

## Beschreibung

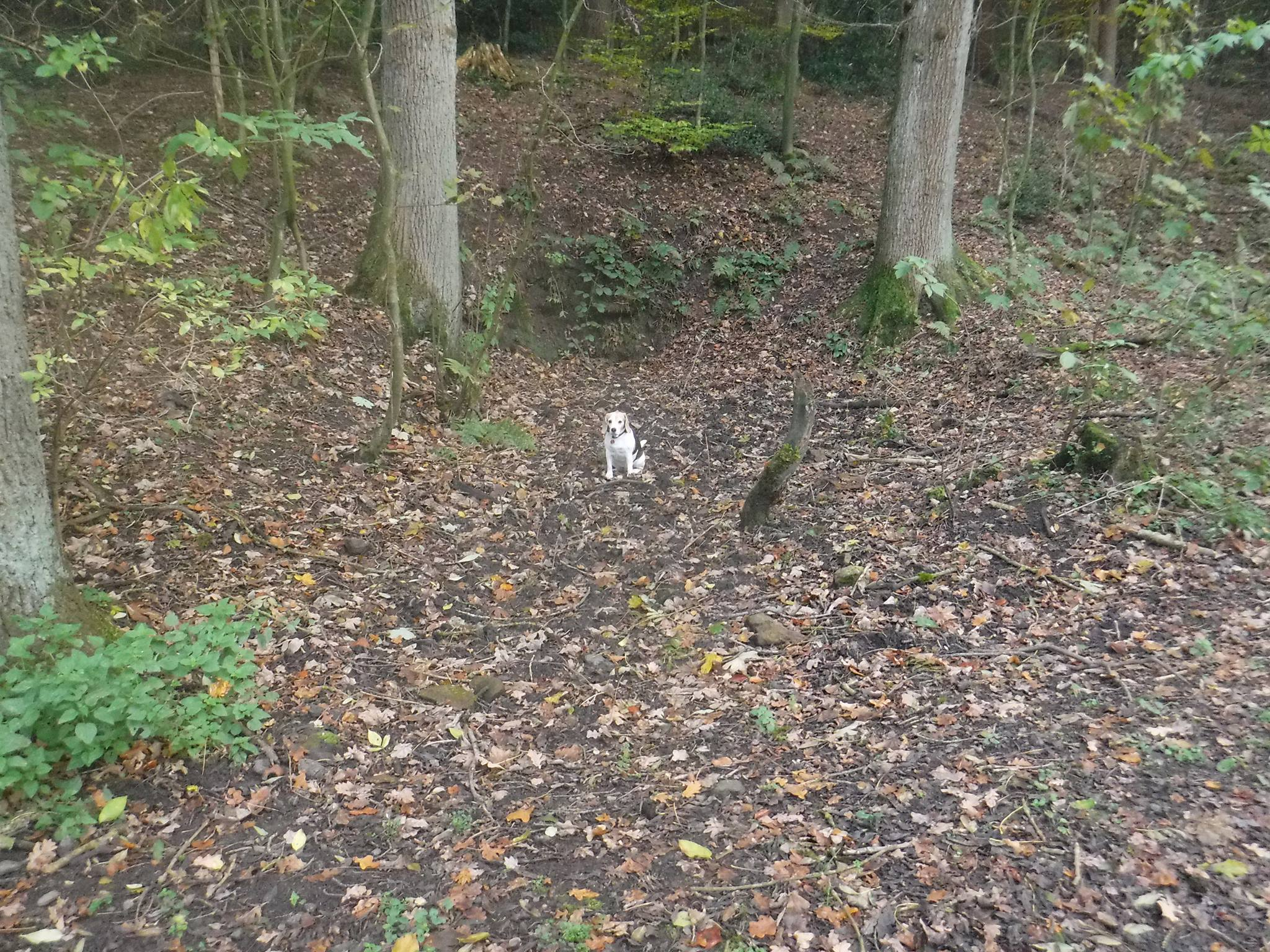
Der Zustand der Quelle, bzw. des Tümpels im Herbst 2017. Der Verlandungsprozess war soweit fortgeschritten, dass der ursprüngliche Teich trockenen Fußes betreten werden konnte.

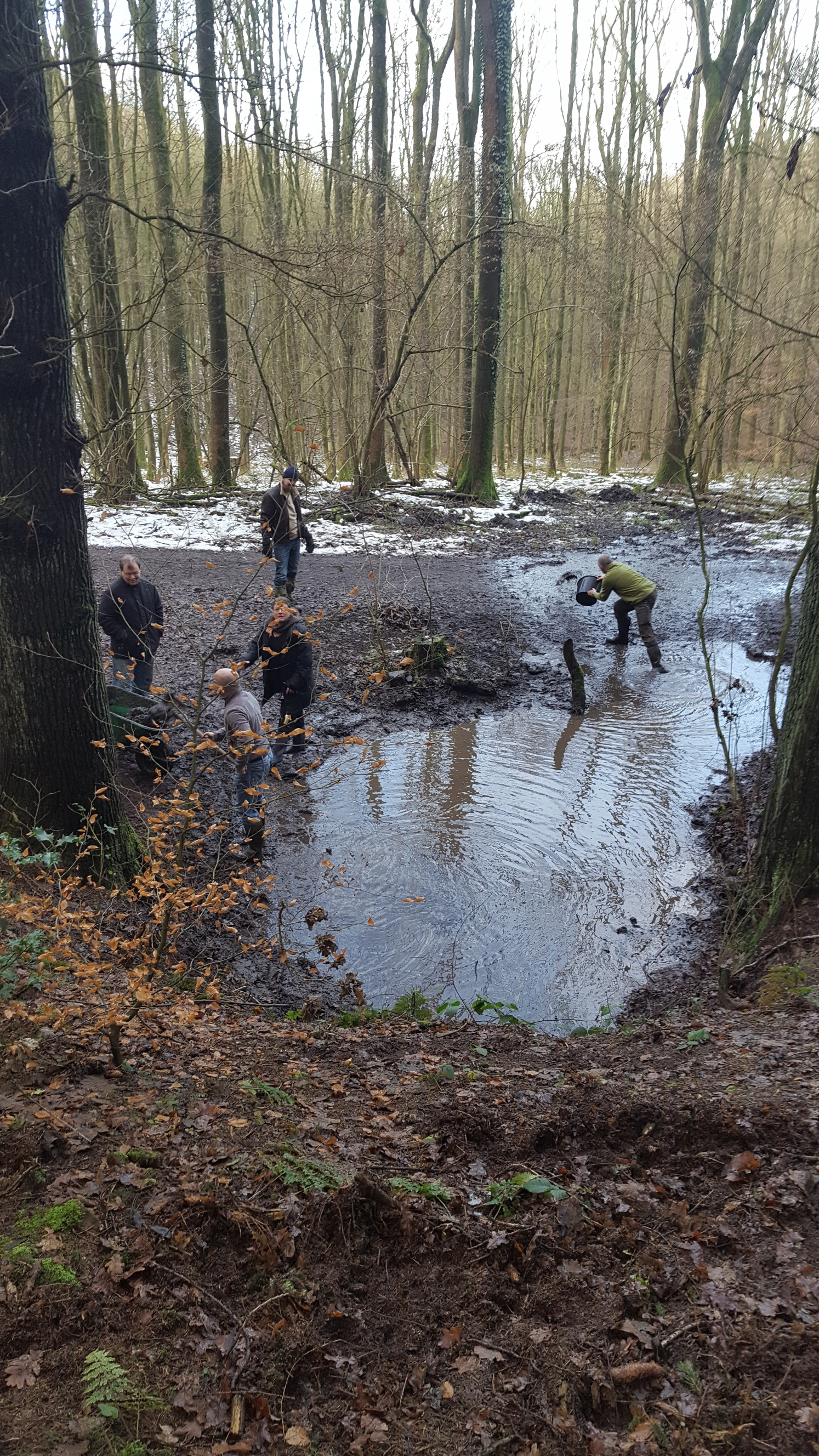
Während der Renaturierung kurz vor Beendigung der Aushubarbeit am 17. Dezember 2017

Die Quelle stellt sich heute auf den ersten Blick als kleiner Tümpel dar, genaugenommen ist es eine Tümpelquelle. Die eigentliche Quelle liegt bergseitig am Rand des Tümpels beinahe auf Höhe des Gewässerspiegels desselben – aus einem kleinen Loch im anstehenden Fels strömt Wasser, dass in einer Vertiefung zu beschrieben Teich angestaut wird.
Die Quelle liegt etwa 200 Meter südöstlich des Reinebergs auf dessen Gipfel einst die Burg Reineberg stand. Für diese Burg hatte die Quelle eine große Bedeutung zur Versorgung mit Trinkwasser. Das Einzugsgebiet der Quelle selbst ist indes die Nordabdachung des Heidbrinks, dessen 320 Meter hoher Gipfel sich rund 800 Meter südlich der Quelle erhebt.
Die Wassertemperatur des Teiches unterscheidet sich von der anderer Stillgewässer in diesem Bereich; gewöhnlich entspricht die Wassertemperatur einer Quelle der örtlichen mittleren Jahrestemperatur der Luft und ist im jahreszeitlichen Verlauf konstant. In Lübbecke beträgt die Jahresdurchschnittstemperatur im langjährigen Mittel 8,9 °C, die Temperatur des Quellwassers der Wittekindsquelle beträgt daher aufgrund der Höhenlage kaum 8 °C. Aufgrund der beschatteten Lage an der Nordseite eines Berges wird auch das Teichwasser insgesamt auch im Sommer nur wenig erwärmt. Dies hat unter anderem einen stark verlangsamenden Effekt auf die Metamorphose der in dem Gewässer lebenden Brut der Lurche – oft noch im Hochsommer finden sich dort noch Kaulquappen.
Neben der Quelle wurde im September 2006 eine Sitzbank aufgestellt durch den Förderverein der Waldbauern im Lübbecker Land e. V. Im Gegensatz zur Quelle am Fuße des benachbarten Wurzelbrinks wird die Wittekindsquelle von Menschen nicht mehr genutzt. Aus ihr speist sich ein Bach, der zwischen dem Reineberg und dem Heidkopf in Richtung Lübbecke fließt, jedoch unmittelbar nach Austritt aus dem Wald „unterirdisch“ im Kanalisationsnetz weiterfließt und dann in die Ronceva mündet.

## Kampf gegen die drohende Verlandung
In den letzten Jahren kam es vor, dass die kleine Wasserfläche, mitunter über Monate, austrocknete. Dieser Effekt wurde vor allem durch den periodisch geringeren Quellfluss begründet, jedoch durch den Laubeinfall verstärkt, so dass die Gefahr besteht, dass dieser Verlandungsprozess sich unter Umständen weiter fortsetzte und das gelegentliche Trockenfallen sich zum permanenten Zustand manifestiert. Im Dezember 2017 wurden durch engagierte Bürger der Stadt Lübbecke durch entsprechende Erdaushubarbeiten den Urzustand der Quelle als Biotop wieder hergestellt; es wurden rund 30 Kubikmeter Laub und Faulschlamm aus dem Quellreich entfernt, so dass nun wieder ein rund 50 cm tiefes Gewässer entstanden ist, dass, so zumindest die Hoffnung, auch bei einer längeren Trockenperiode, ein gewisser Wasserstand erhalten bleibt.

## Oberdorfer Bach
Die Wittekindsquelle ist in gewisser Weise der Quelltopf eines Baches, der unterhalb der Quelle zwischen dem Reineberg und dem Heidkopf talwärts fließt. Das als Oberdorfer Bach bekannte Fließgewässer (im Volksmund oft fälschlich auch Wittekindsbach genannt) mündet nach wenigen hundert Metern etwa in Höhe des Waldsportplatzes in ein unterirdisches Kanalsystem.